# Poésie parlante
Poésie parlante, ook wel aangeduid met de Italiaanse term parlando-poëzie, letterlijk vertaald "pratende poëzie", is de benaming voor het type poëzie dat opkwam omstreeks de jaren 30 van de 20e eeuw, de tijd waarin het neoclassicisme in de literatuur opnieuw voet aan de grond kreeg. De term wordt vooral gebruikt om het contrast te benadrukken met de poésie pure, die de periode daarvoor had gekenmerkt. In het Nederlands spreekt men ook wel van de poëzie van de nieuwe zakelijkheid.
Kenmerkend voor poésie parlante zijn vooral het proberen te benaderen van de alledaagse spreektaal, ook in het ritme. 

## Vertegenwoordigers
- Jan Engelman
- Menno ter Braak
- E. du Perron